# René Lemoine
René Lemoine, född 29 december 1905 i Nancy, död 19 december 1995 i Paris, var en fransk fäktare.
Lemoine blev olympisk guldmedaljör i florett vid sommarspelen 1932 i Los Angeles.